# 킬 스위치

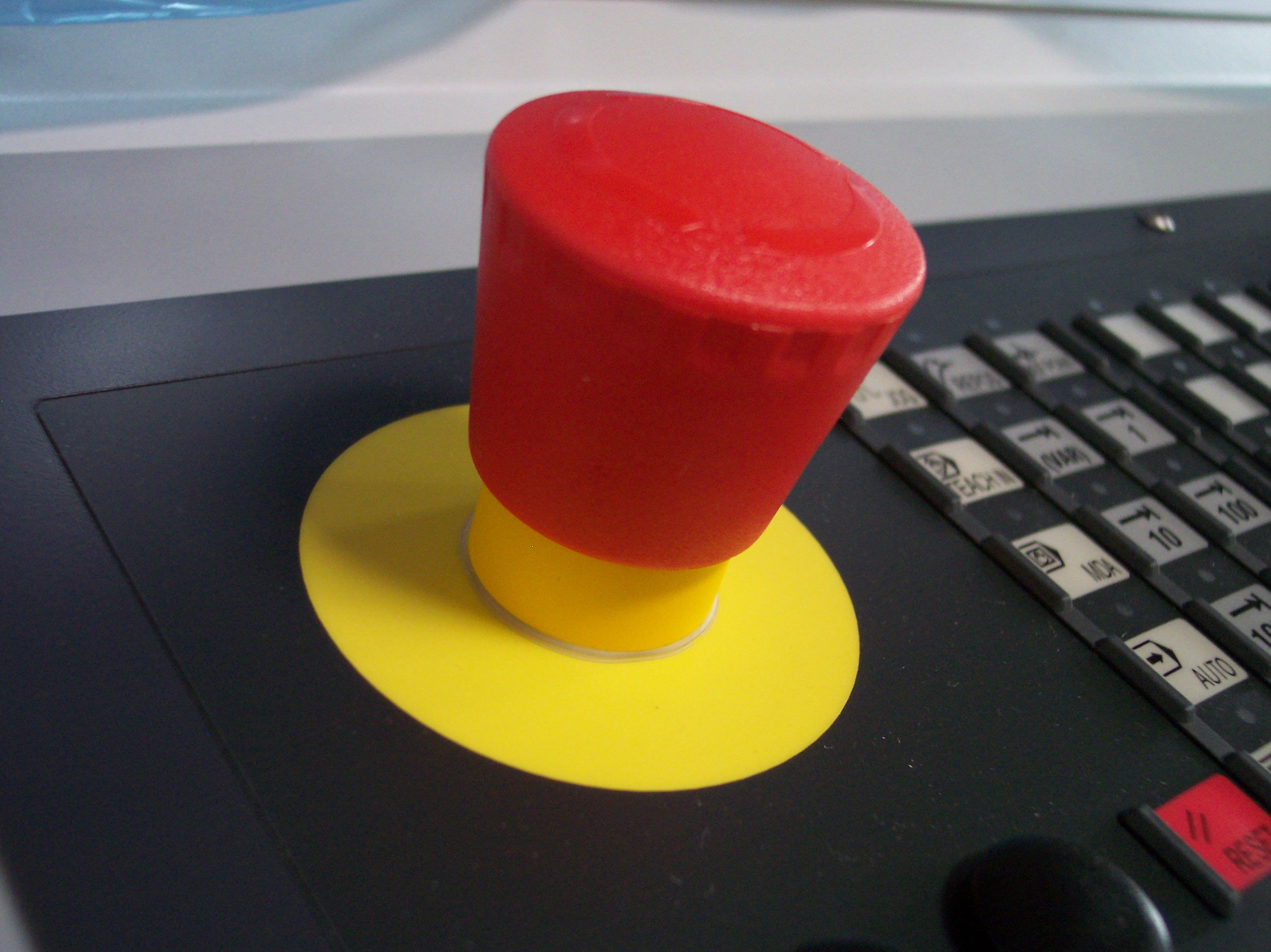
덮개가 없는 킬 스위치.

킬 스위치(kill switch), 비상정지(emergency stop, e-stop), 긴급 전원 절단(emergency power off, EPO)은 일반적인 방식으로는 종료가 불가능한 위기 상황에 처한 장치나 기계를 종료하기 위해 사용되는 안전 매커니즘이다. 모든 시스템을 일련의 순서대로 종료시킨 다음 해를 끼치지 않고 기계를 종료하는 일반적인 종료 스위치/절차와 다르게, 킬 스위치는 (장비에 위해를 준다고 하더라도) 동작을 가능한 빨리, 완전히 종료할 수 있도록 구성 및 설계되어 있으며 빠르고 단순한 방식으로 동작할 수 있다. 킬 스위치는 일반적으로 숙련되지 않은 조작자나 일반인을 대상으로 설계된다.

## 응용

### 소프트웨어
물리적인 킬 스위치와 비슷하게, "킬 스위치"는 소프트웨어에 통합되는 구조를 가리키는데 사용할 수 있다. 이를 테면, 제품을 철수시키거나 유지보수 비용이 청구되지 않은 경우 또는 장치가 도난당한 경우 제조업체나 라이선스 제공자가 기계를 비활성화(deactivate)할 수 있다. 워너크라이 랜섬웨어 공격과 같은 악성 소프트웨어의 정지를 위한 킬 스위치를 가리킬 수도 있다.